# 紅鰭美洲石鱥
紅鰭美洲石鱥（學名：Lythrurus fasciolaris）為輻鰭魚綱鯉形目雅羅魚科的其中一種，分布於北美洲美國俄亥俄河、田納西河及黑勇士河流域，本魚體細長且側扁，大眼睛，繁殖期時雄魚的的背鰭、尾鰭、骨盆、臀鰭和胸鰭呈現出鮮豔的紅色，因而得名。背鰭基部前部通常有一個黑色斑點。雌魚和非繁殖雄魚除了鰭上呈淡紅色外，身體上的顏色往往不太明顯，背部和上側有4到11條馬鞍帶或虎紋，這些條紋在雄魚身上看得更清楚，非繁殖雄魚和雌魚具有銀藍色和典型的深色頂部和淺白色腹部，體長可達8.6公分，棲息在水質清澈、岩石底質的小溪流，繁殖期在春末至夏季，會築巢產卵，屬雜食性。